# Martinomyia moloch
Martinomyia moloch là một loài ruồi trong họ Asilidae. Martinomyia moloch được Hull miêu tả năm 1962.